# Sarah Benedict Mayer

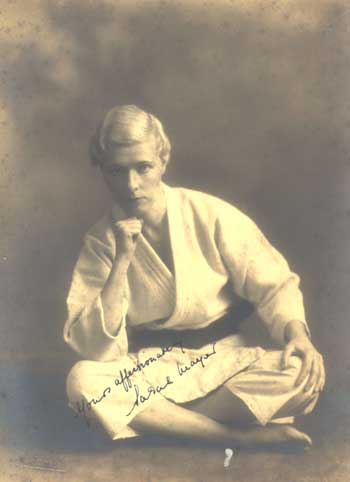
Sarah Mayer in ihrer Judo-Kleidung, 1934

Sarah Mayer  (* 16. Oktober 1896 in London, England; † 19. März 1957 in Barton-under-Needwood, England) war eine britische Schauspielerin und Judoka. Sie war die erste nicht-japanische Frau, die 1935 im Kodokan-Judo den schwarzen Gürtel erhielt.

## Leben und Werk
Mayer war die einzige Tochter und das älteste von drei Kindern des Schauspieler-Ehepaares Alfred Benedict Tapping und Alice Amelia Fishwick. Ihre Eltern leiteten eine Tourneetheatergruppe und 1906 trat sie in zwei Produktionen ihrer Eltern auf. 1914 hatte sie ihren ersten Bühnenauftritt in einem West End theatre als Fee in Ein Sommernachtstraum. Während des Ersten Weltkriegs schrieb sie sich an der Royal Academy of Dramatic Art ein.
Am 29. Januar 1919 heiratete sie den Holzhändler Sills Keith Gibbons. Nach dem Scheitern der Ehe folgte sie dem Beispiel ihres Vaters und gründete ihre eigene Theatergruppe. Dieses Unternehmen bestand einige Jahre, wobei sie als Dramatikerin, Produzentin und Performerin tätig wurde. 1922 lernte sie den Rechtsanwaltsanwärter Robert John (Robin) Mayer kennen, den Sohn des Diamantenhändlers Max Mayer, und heiratete ihn nach ihrer Scheidung am 17. Juli 1924.

## Judoausbildung in London und Japan
Mayer begann in der 1918 von Gunji Koizumi gegründeten Budokwai Judo zu lernen. Sie wurde Mitglied in diesem ältesten japanischen Kampfsportverein in Europa und beteiligte sich an dem Unternehmen.
Ende Dezember 1933 reiste sie mit einem Linienschiff der Ellerman Lines von Liverpool zunächst nach Indien, dann weiter durch China und Tibet, um rechtzeitig zur Kirschblüte in Japan anzukommen. Kurz nach ihrer Ankunft besuchte sie die Butokukai (Gesellschaft für Kampftugenden) in Kobe und wurde eingeladen, unter der Anleitung von Masanobu Yamamoto täglich bei der örtlichen Polizei zu trainieren. Ihr Interesse am Judo erregte die Aufmerksamkeit der japanischen Presse und in Zeitungsberichten wurden oft ihre blonden Haare erwähnt. Obwohl in Japan ein paar Frauen Judo praktizierten, trainierten diese nicht mit männlichen Sportlern.
Mayer besuchte Kyoto, wo sie zum ersten Mal den Professor am dortigen Butokukai, Hajime Isogai, traf. Er ermutigte sie, ihre Ausbildung fortzusetzen. Anschließend reiste sie auf Einladung von Ichiro Hatta, einem Mitglied des engeren Kreises von Jigorō Kanō, nach Tokio. Nachdem sie Kanō kennengelernt hatte und von ihm über ein Trainingsprogramm beraten worden war, durfte sie im Hauptdōjō mit den Männern üben, was zu dieser Zeit für eine Frau beispiellos war, und sie nahm in der Wintersaison 1935 an den Kangeiko-Sitzungen für Männer teil. Sie hatte auch die Ehre, im Kōdōkan von Meistern wie Mifune Kyūzō und Nagaoka Shuichi sowie seinem Partner Samura Kaichiro im Rahmen der Demonstrationen für die Feierlichkeiten zum 50-jährigen Jubiläum unterrichtet zu werden. Sie war die einzige westliche Teilnehmerin der Veranstaltung und es wurde über sie in japanischen und englischsprachigen Zeitschriften weltweit berichtet. Bevor sie Japan verließ, wurde ihr vom Kōdōkan ein 1. Kyū verliehen, eine Stufe vor dem schwarzen Gürtel oder Dan-Grad. Auf der Rückreise nach Kyoto wurde ihr von Isogai am Butokukai der 1. Dan verliehen, der ihr von Prinz Nashimoto überreicht wurde.
Als Mayer 1935 nach Großbritannien zurückkehrte, ließ sie sich zum zweiten Mal scheiden. Hatta war ihr mit der zukünftigen japanischen Mannschaft nach Großbritannien gefolgt, um für die Olympischen Spiele 1936 in Berlin zu trainieren. Im Sommer begleitete Mayer Hatta auf einer Judo-Tour durch Europa, wo sie für eine österreichische Wochenschau gefilmt wurde.

## Schauspielerin und Regisseurin
Mayer arbeitete bis Ende der 1930er Jahre als Schauspielerin und Regisseurin. Sie arbeitete mit dem Regisseur Leon M. Lion zusammen und war Koproduzentin von Werken für das West End Theatre. Ende 1939 traf sie George Bernard Shaw in seiner Londoner Wohnung, als Lion hoffte, Shaws Stück The Millionairess verwenden zu können. Fasziniert von Mayers Geschichten über Japan änderte Shaw das Drehbuch und die Hauptfigur Epiphania wurde zu einer Judo-Künstlerin. Er schickte Lion eine Postkarte mit der Aufschrift Sie ist die Millionärin und stimmte zu, dass er das Stück mit Mayer in der Hauptrolle produzieren könne.
In den späten 1930er Jahren schrieb Mayer auch Artikel für die Presse, und im Verlauf des Zweiten Weltkriegs wurde sie in einer Fabrik im Nordosten Englands angestellt, wo sie Leiterin der Unterhaltungsabteilung wurde.
Nach dem Krieg heiratete sie 1951 den ehemaligen RAF-Offizier Warwick Parker Ovington (1898–1979). Sie starb 1957 im Alter von 60 Jahren in Barton-under-Needwood.